# Luisa de Medrano
Luisa de Medrano Bravo de Lagunas Cienfuegos, que se ha propuesto identificar con la llamada en las fuentes primarias Lucía de Medrano (Atienza, 9 de agosto de 1484-¿1527?), fue una latinista española. Pudo llegar a dictar alguna lección de cánones en la Universidad de Salamanca, desarrollando en cualquier caso actividades de las que las mujeres estaban excluidas en la Europa renacentista.

## Biografía
Luisa de Medrano nació en Atienza (actual provincia de Guadalajara), localidad soriana hasta la división provincial realizada en 1833. Fue hija de Diego López de Medrano, señor de San Gregorio, y de Magdalena Bravo de Lagunas, del linaje de los Salvadores de Berlanga de Duero. Su abuelo apoyó a la reina Isabel contra Enrique IV, conquistando a traición el inexpugnable castillo de Atienza donde se estableció como alcaide. 
Luis Medrano, vallisoletano y canónigo en Coria, electo rector de la Universidad de Salamanca el 10 de noviembre de 1511, habría sido su hermano según Luisa Montaño.
Padre y abuelo murieron luchando en Granada. Agradecida, la reina se hizo cargo de su viuda y de la educación de sus hijos. Los primogénitos —conocidos como Bravo de Laguna— fueron heredando el cargo de alcaides de Atienza, mientras que su hija Catalina, tras servir en la corte, se convirtió en una importante mecenas en Atienza; por ejemplo, financió la capilla del convento de San Francisco como panteón familiar. Otra rama de la familia tiene su capilla funeraria en la Colegiata de Berlanga. El comunero Juan Bravo también era de la misma familia, siendo posterior el escudo nobiliario de los Bravo de Laguna en Atienza.
Se cree que murió antes de 1527 porque a finales de ese año su madre la mencionó en su testamento como fallecida.

## Obra
Luisa de Medrano fue contemporánea de otras mujeres cultas como Beatriz Galindo la Latina y Beatriz de Bobadilla.
Solo se han encontrado tres fuentes primarias referidas a la docta latinista y en los tres casos con el nombre de Lucía de Medrano: 
1. La primera es un apunte en el Cronicón de Pedro de Torres, que en 1507 fue elegido catedrático de físicos de la universidad y posteriormente fue canónigo de Sigüenza. En una de las notas manuscritas del Cronicón se lee:

A.D. 1508 die 16 Novembris hora 3 legit filia Medrano in Catedra Canonum.
En el Año del Señor de 1508, día 16 de noviembre, a las 9 horas, leía la hija de Medrano en la Cátedra de Cánones.

La cátedra, por aquel entonces, significaba la silla desde la que un profesor impartía una lección. El hecho de apuntar la fecha y la hora de la clase de Medrano invita a pensar que, para Pedro de Torres, se trató de un hecho puntual, excepcional, no el trabajo habitual de la joven.
2. La segunda fuente es una larga y elogiosa carta sin fecha publicada en el Opus Epistolarum del erudito italiano Lucio Marineo Sículo, que manifestó en ella su admiración por la sabiduría de Lucía Medrano. 

La fama de tu elocuencia me hizo conocer tu gran saber de estudios antes de haberte visto nunca. Ahora, después de verte, me resulta aún más sabia y más bella de lo que pude imaginar, joven cultísima. Y después de oírte me ha causado gran admiración tu saber y tu ornada oratoria, sobre todo tratándose de una mujer llena de gracia y belleza, y en plena juventud. He aquí a una jovencita de bellísimo rostro que aventaja a todos los españoles en el dominio de la lengua romana. ¡Oh felices padres que engendraron tal hija! Debes mucho, clarísima niña, a Dios omnipotente y bondadoso por tu inteligencia. Mucho debes agradecer a tus padres que no te dedicaron a los oficios comunes entre las mujeres, ni a los trabajos corporales, en sí tan ingratos por su caducidad, sino que a los estudios liberales te consagraron, que son elevados y de eterna duración. Y te deben ellos a ti no poco, que su esperanza y ambición con tu constancia y gran estudio superaste. Te debe España entera mucho, pues con las glorias de tu nombre y de tu erudición la ilustras. Yo también, niña dignísima, te soy deudor de algo que nunca te sabré pagar. Puesto que a las Musas, ni a las Sibilas, no envidio; ni a los Vates, ni a las Pitonisas. Ahora ya me es fácil creer lo que antes dudaba, que fueron muy elocuentes las hijas de Lelio y Hortensio, en Roma; las de Stesícoro, en Sicilia, y otras mujeres más. Ahora es cuando me he convencido de que a las mujeres, Natura no negó ingenio, pues en nuestro tiempo, a través de ti, puede ser comprobado, que en las letras y elocuencia has levantado bien alta la cabeza por encima de los hombres, que eres en España la única niña y tierna joven que trabajas con diligencia y aplicación no la lana sino el libro, no el huso sino la pluma, ni la aguja sino el estilo. Adiós, y si en algo quieres utilizar mis servicios, estoy plenamente a tu disposición. Otra vez adiós, con el ruego de que a través de alguna carta de tu salud y de tu vida me hagas saber.

3. El tercer documento original que habla de Lucía de Medrano es del mismo Lucio Marineo Sículo. Se trata de una mención en De Rebus Hispaniae Memorabilibus, también publicada en castellano como De las cosas memorables de España. La mención se encuentra en la parte final de la edición de 1530, de la que se conservan escasísimos ejemplares:

En Salamanca conocimos a Lucía Medrana, doncella eloquentíssima. A la cual oymos no solamente hablando como orador, mas también leyendo y declarando en el estudio de Salamanca libros latinos públicamente.

Marineo Sículo dio clases en la Universidad de Salamanca entre 1485 y 1498. Sin embargo, no afirma que fuera en la Universidad donde escuchó hablar a Luisa / Lucía de Medrano; podría haber sido en varios otros estudios religiosos o privados.
La obra se reeditó sin los últimos libros, los comprendidos desde el libro 22, en su mayor parte, hasta el 25, libros encabezados por el título común De viris illustribus Hispaniae, en 1533 y de nuevo en 1539, esta tercera edición ya muertos tanto el autor como, se supone, la propia Luisa de Medrano. Desaparecía así en las reediciones la mención a Lucía Medrano junto con las reseñas de las restantes mujeres reunidas en el folio titulado De quibusdam hispaniae foeminis ilustribus y muchos varones, incluidos papas y destacados hombres de armas y de letras.
El propio Sículo informaba en la edición de 1533 que había retirado del volumen «la mención de ilustres varones y no pocas mujeres dignas de ser recordadas», al tiempo que anunciaba su propósito de sacar esas biografías junto a otras más en el futuro, proyecto que nunca completó: 

Subduximus itaque de volumine viros illustres et nonullas etiam mulieres memoratu dignas.

Según Jacinto Chicharro, Luisa de Medrano estaría retratada como Sibila Samia en una de las cuatro tablas de profetas y sibilas de la iglesia de la Trinidad de Atienza atribuidas a Juan Soreda, conservadas en el museo de San Gil de la misma localidad.
Luisa de Medrano es mencionada en diversas obras a lo largo de los siglos: Gil González Dávila (1650), Nicolás Antonio (París, 1672 - Madrid, 1778), Bernardo Dorado (1776), Diego Clemencín (1821), Manuel Hermenegildo Dávila (1849), Marcelino Menéndez Pelayo (1896), etc. En particular, Bernardo Dorado exalta la excelencia de Luisa de Medrano y le atribuye no ya una sino dos clases en la universidad:

Doña Luisa de Medrano, si no igualó, excedió a la primera, pues no sólo supo con perfección la lengua latina, sino que oró públicamente en esta Universidad en Divinas Letras y Humanas. Así lo afirma Marineo Sículo, quien la oyó, y lo trae entre las cosas memorables que vio en España.

Otros, por el contrario, se mostraron escépticos; por ejemplo Esperabé de Arteaga no incluyó a Medrano en la lista de catedráticos de la universidad de Salamanca.
En 1935 la alemana Thérèse Oettel publicó Una catedrática en el siglo de Isabel la Católica: Lucía de Medrano, obra que aún sigue siendo de referencia. En la introducción afirma que recorrió los principales archivos de la Península para recopilar indicios que demostrasen la veracidad de lo que había leído: «que ya en el siglo XVI algunas damas aristocráticas habían tenido cátedras en España; por ejemplo, Lucía (sic) de Medrano, en Salamanca.»Autores posteriores, en base a trabajos de historiadores previos pero sin respaldo en fuentes de archivo, aumentaron el currículum atribuido a Medrano a tres cátedras universitarias: en derecho canónico, gramática y retórica.
En 2019, la profesora Carabias Torres precisó que, aunque Luisa de Medrano probablemente impartiese alguna clase de algún tipo y destacase en el dominio de la lengua latina, no hay ninguna prueba de que fuera catedrática de la Universidad de Salamanca o de que siquiera estudiara allí.De hecho, Lucio Marineo Sículo sí fue profesor en la Universidad de Salamanca y, si hubieran sido colegas allí, resultaría anómalo que el italiano no lo mencionase en su carta.

## Reconocimientos
Es conocida por los salmantinos por dar nombre al Instituto Lucía de Medrano, que fue llamado así en 1943 para "destacar esta figura egregia de la filología renacentista  española y lumbrera de la Universidad salmantina en  el Siglo XV". No obstante, durante la inauguración del edificio del Instituto, el rector de la Universidad de Salamanca no supo explicarle al ministro de Educación quién fue Lucía de Medrano.

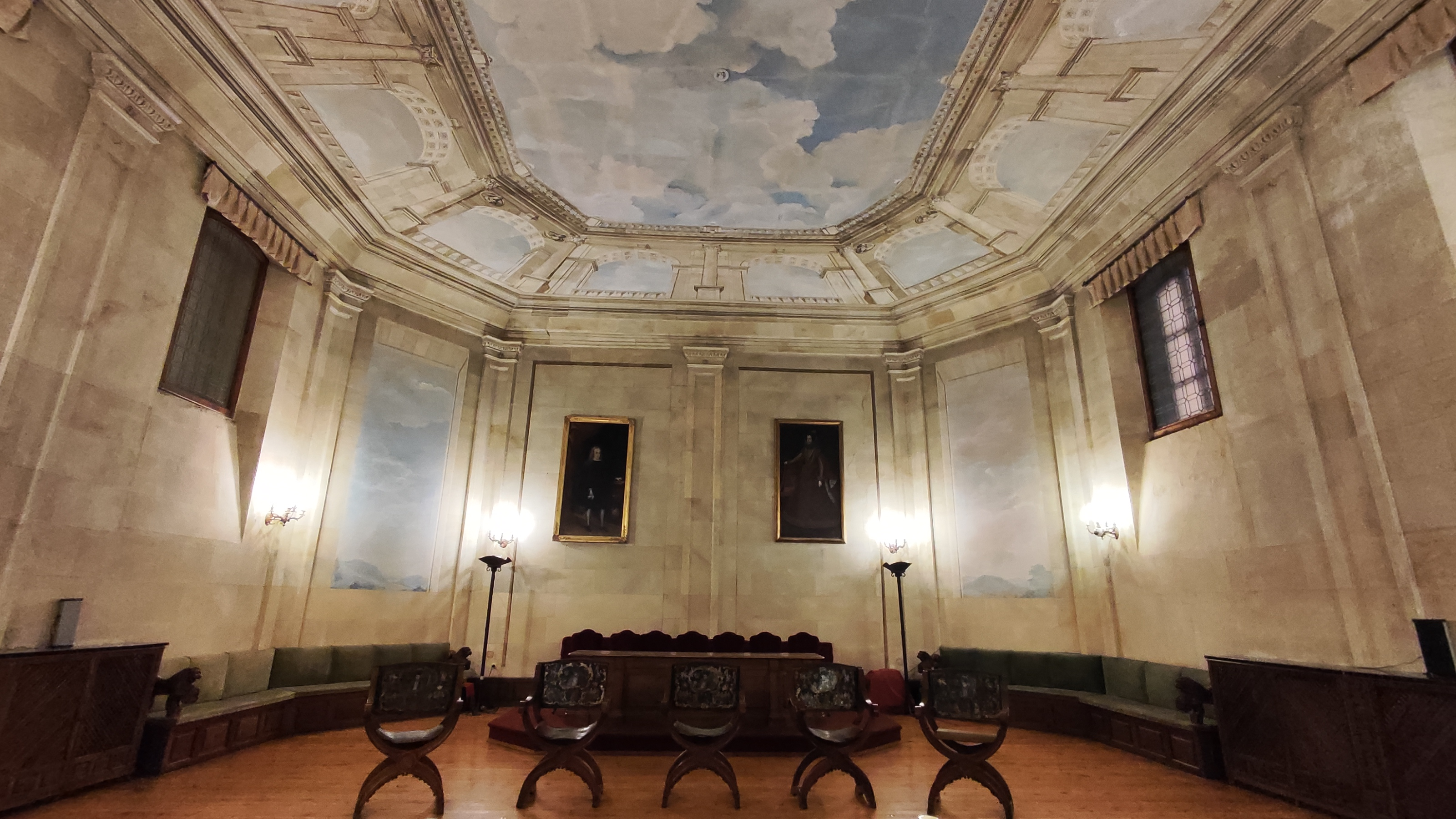
Salón de Claustros Lucía de Medrano

En 2015 se creó el Premio Internacional de Castilla-La Mancha a la Igualdad de Género «Luisa de Medrano», otorgado a Soledad Cazorla, Marcela Lagarde, Miguel Lorente, Amelia Valcárcel y Bernaldo de Quirós y, en 2020, a Carlota Bustelo García del Real.
El Salón de Claustros de las Escuelas Mayores de la Universidad de Salamanca lleva su nombre desde 2015.El cambio de nombre fue promovido por la Unidad de Igualdad y el grupo de trabajo “Presencia invisible. Mujeres ocultas” de la Universidad.
El personaje de Luisa de Medrano es protagonista de dos novelas de ficción histórica: La cátedra de la calavera, escrita por Margarita Torres en 2010, y La catedrática, obra de 2018 por María López Villarquide. Esta última fue traducida al chino en 2022.
El 9 de agosto de 2022 Google celebró el 538 aniversario de su nacimiento con un doodle.